# Club de Gimnasia y Esgrima La Plata
Club de Gimnasia y Esgrima La Plata este un club de fotbal argentinian cu sediul în La Plata, Buenos Aires. A fost fondat în 1887 și în prezent joacă în Primera Division Argentina.

## Internaționali importanți
Francisco Varallo